# Федералистский союз европейских национальных меньшинств
Федералистский союз европейских национальных меньшинств — основанная в 1949 году (изначально под названием Федералистского союза европейских регионов и меньшинств, Union federaliste des Regions et Minorites Europeennes) зонтичная организация, куда входят более 100 организаций коренных меньшинств из 35 стран, в том числе как политические (Демократический союз венгров Румынии, Партия венгерской коалиции, Альянс воеводинских венгров), так и неполитические (Домовина, Федерация греческих обществ Украины, Совет немцев Украины). Президент с 2016 года — Лоран Винце (Демократический союз венгров Румынии). Молодёжная организация — «Молодёжь европейских национальных меньшинств» (Jugend Europäischer Volksgruppen). C 1995 года имеет консультативный статус при ЭСС ООН. ФУЕН получила освещение в академической литературе как «неправительственная организация меньшинств, возымевшая воздействие в 1990-е годы».

## Президенты
- 1949 — 1954 Шарль Плизнье (Бельгия, валлонская община)
- 1954 — 1957 В. Кок (Нидерланды, фризская община)
- 1957 — 1959 Ханс Йозеф Матушка (Польша, немецкая община)
- 1959 — 1963 Ханс Шмидт (Дания, немецкая община)
- 1963 — 1967 Свен Йоханссен (Германия, датская община)
- 1967 — 1969 Северин Кавери (Италия, французская община)
- 1969 — 1973 Фридль Фольгер (Италия, немецкая община)
- 1973 — 1977 Ханс Рональд Йоргенсен (Германия, датская община)
- 1977 — 1982 Карл Миттердорфер (Италия, немецкая община)
- 1982 — 1986 Регинальд Фосперник (Австрия, словенская община)
- 1986 — 1990 Пьер Лемуан (Франция, бретонская община)
- 1990 — 1994 Карл Миттердорфер (Италия, немецкая община)
- 1994 — 1996 Кристоф Пан (Италия, немецкая община)
- 1996 — 2007 Ромеди Аркин (Швейцария, ретороманская община)
- 2007 — 2016 Ханс Хайнрих Хансен (Дания, немецкая община)
- с 2016 Лоран Винце (Румыния, венгерская община).